# Brugg
Brugg és un municipi del cantó d'Argòvia (Suïssa), cap del districte de Brugg. El 2023 tenia 13.288 habitants.

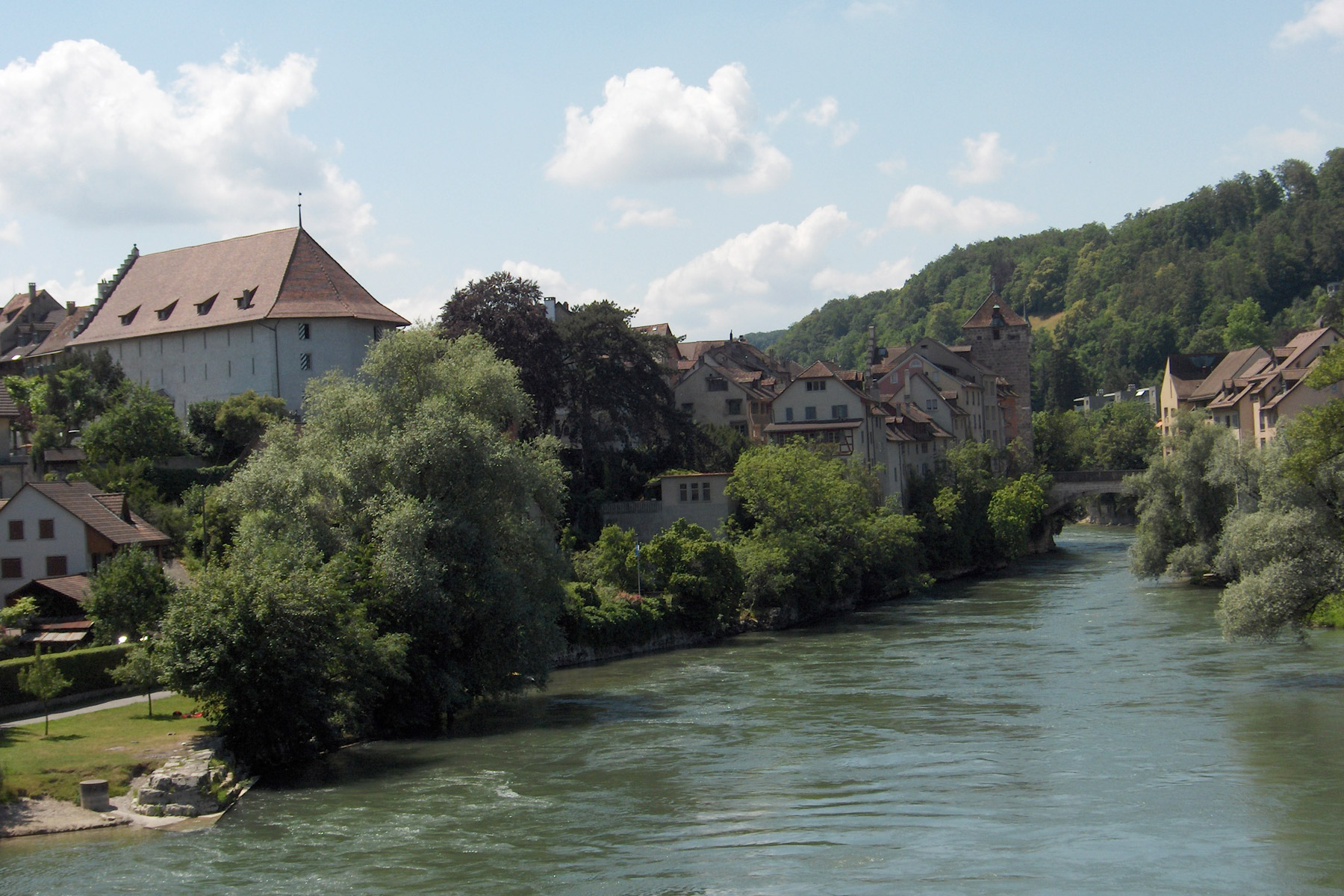
Brugg al costat de l'Aar

## Fills il·lustres
- Friedrich Theodor Froemlich (1803-1836), compositor musical.[2]